# Угаров, Алексей Алексеевич
Алексей Алексеевич Угаров (30 марта 1930 — 28 февраля 2011) — советский и российский металлург, более 20 лет возглавлял Оскольский электрометаллургический комбинат. В сентябре 1998 года стал почётным гражданином Старого Оскола, а в марте 2000-го — почётным гражданином Белгородской области.

## Биография
1959 — окончил Московский институт стали и сплавов (сейчас НИТУ «МИСиС») по специальности «Металлургия чёрных металлов»;
1959—1960 — подручный разливщика, подручный сталевара мартеновского цеха Череповецкого металлургического завода;
1960—1961 — инструктор промышленно-транспортного отдела Вологодского обкома КПСС, затем вернулся на Череповецкий металлургический завод;
1961—1962 — сталевар, производственный мастер печного пролёта, начальник блока печей мартеновского цеха;
1962—1966 — начальник смены мартеновского цеха;
1966—1970 — начальник цеха подготовки составов;
1970—1973 — главный сталеплавильщик ЧМЗ;
1973—1974 — и. о. помощника начальника мартеновского цеха по разливке ЧМЗ.
1974—1974 — старший производственный мастер конвертерного цеха N2 Новолипецкого металлургического завода.
1974—1976 — помощник начальника, заместитель начальника конвертерного цеха N2 НМЗ;
1976—1979 — заместитель начальника производственного отдела Новолипецкого металлургического завода;
1979—1985 — начальник кислородно-конвертерного цеха;
1985 — главный инженер Оскольского электрометаллургического комбината;
1985—1999 — генеральный директор ОЭМК;
1998 — удостоен звания «Почётный гражданин города Старый Оскол»;
С 1999 — председатель Совета директоров ОАО «ОЭМК»;
2000  — удостоен звания «Почетный гражданин Белгородской области»;
2004 — избран председателем совета директоров ЗАО «Газметалл»;
До 2011 года занимал должность советника по торговой политике Оскольского электрометаллургического комбината.

## Награды и премии
Удостоен звания «Заслуженный металлург РСФСР»
1984 — награждён орденом Трудового Красного Знамени
1995 — награждён орденом «За заслуги перед Отечеством» IV степени
1997 — удостоен Премии Правительства РФ в области науки и техники за 1996 год
2000 — удостоен Премии Правительства РФ в области науки и техники за 1999 год
2000 — награждён орденом «За заслуги перед Отечеством» III степени
2010 — награждён орденом Почёта
Награждён также медалями «За трудовую доблесть», «За доблестный труд. В ознаменование 100-летия со дня рождения В. И. Ленина», «Ветеран труда», «За заслуги перед Землёй Белгородской» I степени.
За достижения в области экологии ему присуждена Золотая медаль Международной академии наук по экологии, безопасности человека и природы.

## Память
30 июня 2011 — на заседании Совета депутатов Старооскольского городского округа принято решение увековечить память об Алексее Угарове. Его имя присвоено средней школе № 28 с углубленным изучением отдельных предметов, а проспект Металлургов в Старом Осколе переименован в проспект Алексея Угарова.
16 декабря 2011 — Старооскольскому технологическому институту, филиалу НИТУ «МИСиС» присвоено имя Алексея Алексеевича Угарова, в соответствии с приказом Министра образования и науки РФ от 16.12.2011 № 2845.
3 сентября 2012 — подписано распоряжение правительства Белгородской области № 461-рп об учреждении премии имени А. А. Угарова и участии Белгородской области в создании фонда достижений промышленников имени А. А. Угарова.
26 декабря 2012 — состоялось торжественное открытие Мемориального музея имени заслуженного металлурга Российской Федерации Алексея Алексеевича Угарова.
1 сентября 2014 — открыт барельеф А. А. Угарова на здании школы № 28.
В Старом Осколе открыто 3 памятника в честь А. А. Угарова: у здания заводоуправления ОЭМК (13 июля 2012), сквере м-на Солнечный на проспекте Угарова (31 мая 2013) и во внутреннем дворе СТИ НИТУ МИСиС им А. А. Угарова (12 декабря 2014).